# Akta
AKTA TV a fost o platformă DTH românească. Acesta a aparținut de Digital Cable Systems, un operator de telecomunicații care oferea satelit, televiziune prin cablu, internet și telefonie în peste 2500 de locații din România. A fost lansat în România în iunie 2005, sub numele de Max TV. Din 2008, numele oficial era AKTA TV.
La data de 27 iulie 2020, AKTA a fost preluată de RCS-RDS SA.